# Yngve Pihl
John Gustav Yngve Pihl, född 26 september 1918 i Västervik, död 11 februari 1996 i Malmö, var en svensk ingenjör och spårvägsdirektör.
Pihl avlade studentexamen i Örebro 1938 och utexaminerades från Kungliga Tekniska högskolan (KTH) 1942. Han tjänstgjorde som 1:e assistent vid KTH 1942–1943, blev ingenjör vid Statens Järnvägar 1943, chef för Hälsingborgs stads spårvägar 1949 och var slutligen direktör för Malmö stads spårvägar/Malmö Lokaltrafik 1964–1983. Han var styrelseledamot i Svenska Lokaltrafikföreningen från 1950. Pihl är gravsatt i minneslunden på Husie kyrkogård i Malmö.